# Helicodontidae
Helicodontidae zijn een familie van weekdieren uit de klasse van de Gastropoda (slakken).
In Nederland is de opgerolde tandslak (Helicodonta obvoluta) de enige vertegenwoordiger uit deze familie.

## Taxonomie
De volgende taxa zijn in de familie ingedeeld:
- Onderfamilie Helicodontinae Kobelt, 1904
  - = Gonostomatinae Kobelt, 1904
  - = Drepanostomatini Schileyko, 1991
  - Geslacht Atenia Gittenberger, 1968
  - Geslacht Darderia Altaba, 2006
  - Geslacht Drepanostoma Porro, 1836
  - Geslacht Falkneria H. Nordsieck, 1989
  - Geslacht Helicodonta Férussac, 1821
- Onderfamilie Lindholmiolinae Schileyko, 1978
  - Geslacht Lindholmiola Hesse, 1931